# Huallaga (província)
Huallaga é uma província do Peru localizada na região de San Martín. Sua capital é a cidade de Saposoa.

## Distritos da província
- Alto Saposoa
- El Eslabón
- Piscoyacu
- Sacanche
- Saposoa
- Tingo de Saposoa